# (200064) 2008 RZ10
(200064) 2008 RZ10 es un asteroide perteneciente al cinturón de asteroides, descubierto el 3 de septiembre de 2008 por el equipo del Spacewatch desde el Observatorio Nacional de Kitt Peak, Arizona, Estados Unidos.

## Designación y nombre
Designado provisionalmente como 2008 RZ10.

## Características orbitales
2008 RZ10 está situado a una distancia media del Sol de 3,015 ua, pudiendo alejarse hasta 3,533 ua y acercarse hasta 2,496 ua. Su excentricidad es 0,171 y la inclinación orbital 8,429 grados. Emplea 1912,61 días en completar una órbita alrededor del Sol.

## Características físicas
La magnitud absoluta de 2008 RZ10 es 16,2.